# Acmopyle sahniana
Acmopyle sahniana е вид растение от семейство Podocarpaceae. Видът е критично застрашен от изчезване.

## Разпространение
Разпространен е във Фиджи.